# فرخنده سربلوطی
فرخنده سربلوطی (نام علمی: Thlypopsis pyrrhocoma) گونه‌ای از پرندگان از تیرهٔ فرخندگان (Thraupidae) است که در جنگل‌های اقیانوس اطلس در جنوب شرقی برزیل، شرق پاراگوئه و شمال شرقی آرژانتین یافت می‌شود. در گذشته تنها عضو از سردهٔ Pyrrhocoma بود اما اکنون در Thlypopsis جای دارد.